# Dr. Zaius
Il Dr. Zaius (noto anche come il Professor Zaius) è un orango immaginario, antagonista de Il pianeta delle scimmie. Fece il suo debutto nel romanzo Il pianeta delle scimmie di Pierre Boulle come personaggio minore, per poi apparire come antagonista principale dell'adattamento cinematografico del 1968, interpretato da Maurice Evans, che riassunse il ruolo come antagonista secondario nel seguito, L'altra faccia del pianeta delle scimmie.

## Biografia del personaggio
Il personaggio, sotto il nome di Mi Zaius, essendo Mi un titolo onorifico, fece il suo debutto nel romanzo, Il pianeta delle scimmie, di Pierre Boulle, in cui viene rappresentato come capo dell'istituto di ricerche del pianeta Soror, un mondo in cui le scimmie, nominate Simius sapiens, sono la specie dominante, e gli umani ridotti allo stato di bestie mute. Essendo un orango,  condivide con i suoi simili un'ottima memoria, ma un'elasticità mentale limitata dal conservatorismo, tratti che lo pongono in contrasto con i suoi colleghi scimpanzé, noti per la loro curiosità ed ingegnosità.
Zaius non condivide le idee del suo impiegato, la dottoressa Zira, che ritiene che gli umani abbiano un'anima. Quando Zaius incontra il terrestre Ulisse Mérou, attribuisce l'intelletto elevato dell'uomo all'addestramento invece che all'intelligenza innata. Zaius viene umiliato da quest'ultimo, quando egli impara la lingua delle scimmie e fa un discorso eloquente ad una conferenza scientifica. Zaius viene poi espulso dall'istituto e rimpiazzato con Cornelius, suo collega.
Dopo una rivelazione scioccante da parte delle ricerche di Cornelius, rivelando che gli umani furono in passato la specie dominante del pianeta, Zaius inizia a complottare con gli altri oranghi per far sì che questa scoperta non diventi di dominio pubblico. Con la nascita di Sirius, figlio di Mérou e di una umana di Soror, Zaius tenta di convincere il grande consiglio delle scimmie di consegnare il bambino a lui, per impedire l'ascesa d'una nuova razza umana intelligente.

### Serie originale

#### Il pianeta delle scimmie(1968)
Nel 3978 d.c., Zaius svolge un doppio ruolo nella società delle scimmie, sia come il ministro della scienza che difensore della fede. Crede che i dogmi della religione e le teorie della scienza siano in perfetta armonia, ma solo se gli ultimi non contraddicono la narrativa stabilita dalle Pergamene sacre. Zaius infatti è fra le uniche scimmie a sapere che gli umani erano i precedenti padroni del pianeta, un segreto che lui spera di proteggere. Con l'arrivo dell'astronauta Taylor, un uomo proveniente dal passato, Zaius lo vede come una minaccia alla sua cultura, per cui tenta di scoprire se vi siano altri umani come lui. Infine, Zaius lascia andare Taylor nella Zona Proibita, in realtà le rovine di New York, e condanna le scimmie che l'hanno aiutato per eresia.

#### L'altra faccia del pianeta delle scimmie(1970)
Zaius si reca quindi alla Zona Proibita insieme a un esercito di gorilla per sterminare una popolazione di umani mutanti. Durante la battaglia successiva, Zaius incontra di nuovo Taylor, ormai morente. Taylor implora Zaius di aiutarlo a impedire la detonazione d'un ordigno nucleare, ma Zaius rifiuta, deprecando con lungo sproloquio la malvagità dell'umanità. Così, come ultimo atto, Taylor attiva l'ordigno, attuando la distruzione totale della Terra.

### Remake

#### Planet of the Apes - Il pianeta delle scimmie(2001)
Nel remake di Tim Burton il personaggio fa un breve cameo, interpretato da Charlton Heston, l'attore protagonista del film originale.

## Accoglienza
Il personaggio è stato generalmente ben ricevuto, sia dai recensori, che dagli appassionati di fantascienza. Il filosofo Travis Timmerman definisce Zaius, "l'antagonista perfetto", essendo intelligente, complesso e quasi simpatico, ma con il difetto di essere un incorreggibile specista. Il paleontologo statunitense Donald Prothero paragona la distruzione da parte di Zaius dei reperti archeologici che smentiscono la narrativa dei testi sacri, ai tentativi dei creazionisti di costringere i Musei Nazionali del Kenya di sbarazzarsi delle sue mostre, siccome contraddicevano la narrativa della storia della creazione in Genesi. I paralleli con i fondamentalisti religiosi furono anche notati dallo scrittore John Weaver, che paragonò Zaius ai creazionisti nel film, ...e l'uomo creò Satana, sebbene osservò che il fondamentalismo di Zaius non sia dovuto alla sua pietà, ma alla conoscenza di ciò che gli umani fecero al pianeta, destino che potrebbe ripetersi. L'accademico Eric Greene nota come, sebbene sia un personaggio minaccioso, le paure di Zaius verso le capacità distruttive degli umani non sono infondate. Nota infatti come Taylor, ascoltando la descrizione peggiorativa dell'uomo rappresentato nelle Pergamene sacre, non la smentisce.

## Merchandising
- Ne 1973, all'interno della propria linea Planet of the Apes, anche conosciuta con l'acronimo POTA, la casa di giocattoli statunitense Mego Corporation, celebre negli anni settanta per le proprie action figure da 8 pollici (20 cm) di supereroi DC e Marvel, serie televisive e film, ha realizzato un'action figure basata sul personaggio di Zaius.[5] Il personaggio, assieme a tutta la linea, è stato poi oggetto di varie riproduzioni da parte di altre aziende di giocattoli che hanno ricreato le classiche action figure della Mego, quali la EMCE Toys e la Figures Toy Company.[5][6] Risorta nel 2018, la Mego ha nuovamente prodotto in una nuova versione tutti i personaggi della propria linea Planet of the Apes, compreso il Dr. Zaius.